# 林浩然
林浩然（1934年11月29日—），海南文昌人，中国鱼类生理学家和鱼类养殖学家，中山大学生命科学学院水生经济动物研究所教授。1954年毕业于中山大学。1997年当选为中国工程院院士。